# Danh sách nhân vật trong One ~Kagayaku Kisetsu e~

Dàn nữ chính của ONE (từ trái sang):
Hàng trên: Mizuka, Rumi và Misaki;
Hàng dưới: Mio, Mayu và Akane.

Visual novel ONE ~Kagayaku Kisetsu e~ của Tactics phát hành năm 1998 có dàn nhân vật do hai nhà biên kịch Hisaya Naoki và Maeda Jun tạo ra, được Hinoue Itaru minh họa. Câu chuyện xoay quanh cuộc sống của Orihara Kōhei, một nam sinh cao trung đã dành nhiều thời gian vui đùa bên những cô bạn cùng tuổi, trong khi cùng lúc bị kéo dần vào một không gian huyền bí gọi là Thế giới Vĩnh cửu.
Orihara Kōhei là một thiếu niên đang học trung học, trải qua những tháng ngày rất đỗi bình dị. Anh có tật thích trêu chọc những cô gái mà mình quen biết, đặc biệt là người bạn thời thơ ấu Nagamori Mizuka, nhưng sâu trong thâm tâm luôn nghĩ về họ một cách tử tế. Mizuka quan tăm săn sóc Kōhei rất chu đáo, và luôn lo lắng khi nghĩ đến việc anh ta đột nhiên có một cô bạn gái. Vào đầu câu chuyện, Kōhei gặp một học sinh mới chuyển trường tên là Nanase Rumi, người luôn đề ra mục tiêu cho bản thân là trở thành "thục nữ toàn diện". Để làm được điều đó, Rumi ra vẻ thánh thiện với mọi người xung quanh, nhưng lại trở về là chính mình mỗi khi gặp Kōhei, do anh đã để lại trong cô ấn tượng đầu vô cùng tệ hại. Kōhei quen biết một nữ sinh trầm tính cùng lớp là Satomura Akane, người không dễ mở lòng mình ra với bất cứ ai xung quanh, và mỗi khi Kōhei cố gắng làm điều gì đó cho cô, cô chỉ đáp lại đơn giản là "không".
Kōhei kết bạn với một đàn chị lớp trên tên là Kawana Misaki. Cô luôn hòa đồng với mọi người và có thể giãi bày tâm sự với bất kỳ ai. Một cô gái câm học lớp dưới tên Kouzuki Mio, người luôn mang theo bên mình một quyển vở nháp để giao tiếp bằng chữ viết, cũng trở thành bạn của Kōhei. Mio là thành viên của câu lạc bộ kịch nghệ, và mặc dù không thể nói được, cô vẫn thể hiện tốt cảm xúc của mình thông qua nhiều biểu thị phong phú trên nét mặt. Cô gái cuối cùng mà Kōhei quen chỉ mới học cấp 2 tên là Shiina Mayu, có tính cách rất trẻ con và ghét đến trường. Người bạn duy nhất mà Mayu tin tưởng trong cuộc đời là chú chồn sương Myū, đã chết ngay trước khi cô gặp Kōhei và các nữ chính khác.

## Nhân vật chính
Orihara Kōhei (折原 浩平)
Lồng tiếng bởi: Nojima Kenji (drama CD), Taniyama Kishō (OVA mọi lứa tuổi), Yoshida Sayuri (Kōhei lúc nhỏ trong OVA mọi lứa tuổi)
Kōhei là một thiếu niên đang học năm thứ hai cao trung và là nhân vật nam chính trong câu chuyện. Anh mồ côi cả cha lẫn mẹ khi còn rất nhỏ, và đang sống ở nhà dì của mình. Anh là thành viên của câu lạc bộ nhạc nhẹ trong trường, nhưng lại không tham gia các hoạt động câu lạc bộ. Kōhei lúc nào cũng trêu chọc người bạn quen từ thời thơ ấu Nagamori Mizuka và học mới chuyển trường là Nanase Rumi, nhưng thực tâm anh luôn nghĩ những điều tốt đẹp về họ. Sau khi người em gái qua đời, anh đã bước vào Thế giới Vĩnh cửu, một không gian huyền bí tồn tại song song với thế giới thực và đồng thời là trọng tâm chính trong cốt truyện. Theo thời gian, những người xung quanh bắt đầu quên đi sự tồn tại của Kōhei, và anh bắt đầu cố gắng tìm kiếm một ai đó có khả năng cứu vớt cuộc sống thật của mình. Những kỷ niệm thời thơ ấu của Kōhei về em gái mình và Mizuka cũng dần trở nên hỗn loạn.
Nagamori Mizuka (長森 瑞佳)
Lồng tiếng bởi: Iizuka Mayumi (PS), Minaguchi Yūko (drama CD), Kawasumi Ayako (OVA mọi lứa tuổi), Kimura Ayaka (PC lồng tiếng đầy đủ)
Mizuka là bạn cùng lớp và cũng là bạn thanh mai trúc mã của Kōhei. Phản ứng của cô trước những trò đùa nghịch ngợm của Kōhei luôn là buông ra tiếng thở dài. Cô chăm sóc anh ta theo một cách đặc biệt, điển hình như việc tạt qua nhà Kōhei để đánh thức anh dậy đi học mỗi sáng. Đối với sinh hoạt câu lạc bộ, Mizuka giúp đỡ mọi người trong câu lạc bộ nhạc sân khấu và chơi đàn cello. Cô yêu sữa đến nỗi có thể vừa uống vừa ăn cơm. Mizuka cũng rất thương yêu mèo và nuôi rất nhiều con ở nhà mình. Cô có thói quen đệm thêm hai từ "da yo" và "mon" vào sau mỗi lời nói, và có lúc trong game cô được gọi là "Dayomonian", nhưng chỉ duy nhất một lần đó. Cô thường lo nghĩ về Kōhei, luôn trăn trở việc anh ta đột nhiên có một cô bạn gái. Về sau, nhân bản thời thơ ấu của Mizuka trở thành người dẫn đường cho Kōhei khi anh đã lạc vào Thế giới Vĩnh cửu.
Nanase Rumi (七瀬 留美)
Lồng tiếng bởi: Yokoyama Chisa (PS), Ōmoto Makiko (drama CD), Terada Haruhi (OVA mọi lứa tuổi), Kusaka Chizuru (PC lồng tiếng đầy đủ)
Rumi là nữ sinh vừa chuyển đến học tại trường của Kōhei. Cô từng là thành viên của một câu lạc bộ kendo nhưng phải ra khỏi đó do chấn thương hông. Mục tiêu của cô là trở thành "thục nữ toàn diện", và để đạt được điều đó Rumi cư xử rất nhu mì với những người xung quanh, nhưng lại trở về là chính mình mỗi khi giáp mặt Kōhei, bởi anh đã để lại trong cô ấn tượng đầu vô cùng tồi tệ ngay lần gặp đầu tiên. Rumi giờ đây không phải là thành viên của câu lạc bộ nào trong trường, nhưng cô thử tham gia vào một số hoạt động liên quan đến văn chương. Cô thích bộ đồng phục của trường cũ, và mặc dù đã có đồng phục mới, Rumi vẫn mặc đồng phục cũ. Cô thắt bím tóc rất tệ.
Kawana Misaki (川名 みさき)
Lồng tiếng bởi: Yukino Satsuki (PS, drama CD), Toyoshima Machiko (OVA mọi lứa tuổi), Sumoto Ayana (PC lồng tiếng đầy đủ)
Misaki là đàn chị lớp trên của Kōhei, trở thành người khiếm thị do một tai nạn hồi tiểu học. Hai người gặp nhau lần đầu ở tầng thượng trường học giữa hoàng hôn. Do không thể nhìn thấy gì, Misaki không hề cảnh giác với người lạ, ngoài ra cô cũng rất hòa đồng và có thể giãi bày tâm sự của mình với bất kỳ ai. Nhà nằm đối diện trường nên cô có thể tự đi học một mình. Misaki từng dạo chơi khắp trường học ngay từ trước khi bị mù, nên bây giờ cô vẫn có thể tự đi lại trong trường. Ngạc nhiên hơn nữa là Misaki ăn rất nhiều, cô thưởng thức món cà ri mà đáng lẽ nhiều người ăn mới hết nổi tại căn tin trường. Cô thường có mặt tại câu lạc bộ kịch nghệ để giúp đỡ người bạn thân nhất của mình là Miyama Yukimi.
Kouzuki Mio (上月 澪 Kōzuki Mio)
Lồng tiếng bởi: Asano Masumi (OVA mọi lứa tuổi)
Mio đang học lớp dưới so với Kōhei, là một người câm có biểu cảm nét mặt rất phong phú. Bởi vì không thể nói chuyện, cô sử dụng một quyển vở nháp để giao tiếp với mọi người bằng chữ viết. Cô là thành viên câu lạc bộ kịch nghệ dưới sự dẫn dắt của Miyama Yukimi. Mặc dù đảm trách phần kịch bản không có thoại, Mio vẫn diễn rất tốt vai của mình. Mio là mẫu người gần giống dojikko, tức là một cô bé vụng về, ngây ngô mà tạo cho người ta cảm giác muốn thương yêu, che chở. Ngoài quyển vở luôn mang theo bên mình, Mio còn có một quyển vở cũ mà cô vô cùng trân trọng.
Shiina Mayu (椎名 繭)
Lồng tiếng bởi: Ōtani Ikue (PS), Kanai Mika (OVA mọi lứa tuổi), Serizono Miya (PC lồng tiếng đầy đủ)
Mayu là một cô bé rất trẻ con đang học cấp 2 và không thích đến trường. Người bạn duy nhất mà Mayu tin tưởng trong cuộc đời, chú chồn sương Myū, đã chết trước khi cô gặp Kōhei và các nữ chính khác. Mỗi khi có chuyện tồi tệ xảy đến, Mayu liền gào thét tên của chú chồn và khóc một cách không kiểm soát. Nhằm giúp Mayu vượt qua nỗi đau, Kōhei tìm cách đưa cô hòa nhập với lớp của mình. Món ăn ưa thích của cô là bánh kẹp teriyaki. Cô cũng thích những thứ dài dài giống chồn sương, và bị thu hút bởi kiểu tóc của Rumi hay cả những con rắn nhồi bông quái đản.
Satomura Akane (里村 茜)
Lồng tiếng bởi: Nakagawa Akiko (PS), Yamazaki Wakana (drama CD), Yoshida Sayuri (OVA mọi lứa tuổi), Miru (PC lồng tiếng đầy đủ)
Akane là một nữ sinh trầm tính học cùng lớp với Kōhei. Cô gặp anh vào một ngày mưa, khi đang đứng đơn độc giữa bãi đất trống, tay cầm che chiếc ô màu hồng. Người bạn thanh mai trúc mã mà cô yêu thương, Tsukasa, đã đi vào Thế giới Vĩnh cửu. Kể từ ngày đó Akane tiếp tục chờ đợi ở bãi đất trống, mong mỏi ngày anh hoàn dương. Cô rất thích nấu nướng và tự làm cho mình những hộp bentō. Cô không thực sự mở lòng mình với mọi người xung quanh, và cứ mỗi khi Kōhei muốn giúp đỡ Akane một việc gì đó, cô chỉ đáp lại đơn giản là "không". Người duy nhất mà cô có thể trò chuyện theo cách bình thường là Shiiko. Akane có một bờ môi ngọt ngào và thích buộc mái tóc dài rất đẹp của mình thành bím.

## Nhân vật thứ cấp
Hirose Maki (広瀬 真希)
Lồng tiếng bởi: Kawakami Tomoko (PS)
Maki là bạn học cùng lớp với Kōhei, cứ liên tục bám dính lấy Rumi.
Miyama Yukimi (深山 雪見)
Lồng tiếng bởi: Kawasumi Ayako (PS), Hikami Kyoko (OVA mọi lứa tuổi), Kamizuki Aoi (PC lồng tiếng đầy đủ)
Yukimi là bạn từ thời thơ ấu của Misaki và là chủ nhiệm câu lạc bộ kịch nghệ. Cô luôn kề bên Misaki để đảm bảo cô ấy không gặp phải tai nạn nào, nhưng bởi lý do chính đáng ấy mà cô cũng bị Misaki gọi là "kẻ dã man". Yukimi nghĩ ra những vai thích hợp cho Mio, nhờ vậy cô ấy có thể diễn kịch mà không cần lời thoại.
Shiina Kaho (椎名 華穂)
Kaho là mẹ kế của Mayu. Ban đầu cô không được giới thiệu tên, nhưng một tiểu thuyết nối tiếp tác phẩm do người hâm mộ viết đã gán cho cô cái tên này, mà về sau được công nhận một cách chính thức.
Yuzuki Shiiko (柚木 詩子)
Lồng tiếng bởi: Minami Omi (PS), Nagasawa Miki (drama CD), Yajima Akiko (OVA mọi lứa tuổi), Uchimura Miruku (PC lồng tiếng đầy đủ)
Shiiko là bạn từ thời thơ ấu của Akane. Cô hiện đang học khác trường với Akane, nhưng đến trường của Akane do đã lâu không gặp lại cô ấy. Cô cảm thấy lo cho Akane, sợ cô ấy sẽ tuyệt vọng. Shiiko cực kỳ năng nổ, chuyên bày những trò như xuất hiện một cách hoành tráng trong tiết chủ nhiệm của lớp Kōhei hay giữa buổi lễ tốt nghiệp. Lấy cớ cho việc này, cô giải thích rằng làm vậy chẳng sao cả vì có "ai đó" cũng đang mặc đồng phục trường khác, ám chỉ Rumi. Cô cũng là bạn thời thơ ấu của Tsukasa giống như Akane, nhưng đã không còn chút ký ức nào về anh ta sau khi Tsukasa đi vào Thế giới Vĩnh cửu. Đã nhiều lần Shiiko tỏ ra thù địch với Kōhei.
Sumii Mamoru (住井 護)
Lồng tiếng bởi: Sakaguchi Daisuke (drama CD), Nakazawa Ayumu (PC lồng tiếng đầy đủ)
Mamoru là bạn học cùng lớp với Kōhei. Anh yêu thích các sự kiện lễ hội và rất giỏi bày ra những cách giết thời gian trong lớp học. Mamoru trải qua kỳ nghỉ đông ở nhà của Kōhei, anh cũng là một người khá lười biếng.
Orihara Misao (折原 みさお)
Lồng tiếng bởi: Mochizuki Hisayo (OVA mọi lứa tuổi), Hayase Midori (PC lồng tiếng đầy đủ)
Misao là em gái của Kōhei. Cô bé đã qua đời vì bệnh, mà theo lời kể ở đoạn giữa câu chuyện cho thấy đó có thể là bệnh ung thư. Cái chết của cô bé là tiền đề đẩy Kōhei tìm đến Thế giới Vĩnh cửu và thực hiện giao kết.
Kosaka Yukiko (小坂 由起子)
Yukiko là dì của Kōhei, người cưu mang Kōhei sau khi anh mất cả cha lẫn mẹ. Cô khá bận rộn với công việc, thường đi làm mỗi sáng sớm và về nhà lúc tối muộn, vì vậy cô gần như chưa bao giờ thật sự xuất hiện trong trò chơi. Tuy nhiên, cũng có một lần Kōhei và dì của mình đã chạm mặt nhau.
Hikami Shun (氷上 シュン)
Lồng tiếng bởi: Hoshi Sōichirō (OVA mọi lứa tuổi), Tsunami Arashi (PC lồng tiếng đầy đủ)
Shun là một thành viên mờ nhạt trong câu lạc bộ nhạc nhẹ giống như Kōhei. Anh khiến Kōhei bối rối trước những lời nói và hành vi đầy bí ẩn của mình, nhưng lời bình luận của Shun dường như là manh mối về Thế giới Vĩnh cửu.

## Nhân vật bổ sung
Có ba nhân vật đã không được đề cập trong ấn bản game gốc nhưng sau này hiện diện trong các phiên bản PlayStation, drama CD và tiểu thuyết.
Shimizu Natsuki (清水 なつき)
Lồng tiếng bởi: Imai Yuka (PS)
Natsuki chỉ xuất hiện trong phiên bản trên PlayStation. Cô được Kōhei cứu mạng khi suýt nữa bị xe hơi tông. Kể từ đó cô xem Kōhei như một người anh trai và luôn miệng gọi anh là "onii-chan".
Jōjima Tsukasa (城島 司)
Lồng tiếng bởi: Midorikawa Hikaru (drama CD)
Tsukasa chỉ xuất hiện trong phiên bản tiểu thuyết ấn hành bởi Movic và trong drama CD. Như nguyên tác, anh được giới thiệu là người bạn từ thời thơ ấu của Akane và đã đi vào Thế giới Vĩnh cửu. Akane yêu anh, nhưng anh đã biến mất sau cái chết của cô giáo cũ.
Nanjō Saeko (南条 紗江子)
Lồng tiếng bởi: Fujimaki Eriko (drama CD)
Saeko chỉ xuất hiện trong tiểu thuyết và drama CD. Cô là giáo viện dạy môn xã hội ở trường cấp 2 mà Akane và những bạn bè của cô đã từng học. Cô được rất nhiều người xung quanh yêu mến và ngưỡng mộ, đặc biệt là Tsukasa. Tuy nhiên cô mất sớm và khiến cho Tsukasa tự hủy hoại mình. Rồi cũng từ đó mà khiến cho Akane khép cửa trái tim mình lại.